# 香博
香博（法語：Chambord，發音：[ʃɑ̃.bɔʁ]）是以17世纪法国卢瓦尔河地区酿制的树莓力娇酒为蓝本酿造的力娇酒。据说这种力娇酒是1685年法王路易十四某次造访香波尔城堡时专门为他酿造的。用力娇酒和干邑佐餐在当时被认为是上等社会的风尚。
2011年，香博及其相关品牌由布朗霍文公司持有并生产。现在制造商还将香博这个名称用在他们出品的果味伏特加上。

## 生产
香博采用卢瓦尔河地区传统酿酒工艺，使用全天然材料，包括红树莓，黑树莓，马达加斯加香草，摩洛哥柑橘皮，蜂蜜和干邑白兰地酿造。树莓被浸泡在酒液中长达数星期得到果酒原液。果酒原液拥有独特的树莓芳香和口味。
浸泡步骤完成后，将果酒原液萃取出来，剩下的树莓会再加入一轮烈酒并放置数星期。第二轮浸泡完成后，残留的树莓会榨汁，以得到天然的糖分和果汁。混合果酒原液和果汁，并最终使用干邑，天然香草萃取物，黑莓，苦橘皮，蜂蜜以及其他辛香料相调制。最终香博的酒精浓度为16.5%。
香博使用一个球形的瓶子装瓶。2010年年中，酒瓶按照王室王权的象征十字圣球重新设计，加上了金属色塑料“腰带”和皇冠。在2010年夏季，制造商在美国市场采用了不同的瓶型设计，包括腰带，瓶盖及其他元素的修改。

## 饮用与储存
香博可以直接饮用，也可以用来调制多款著名的鸡尾酒，包括“树莓玛格丽特”、“法国曼哈顿”、“小紫人”等。
制造商建议，开瓶后最好在6个月饮完，否则会影响风味。